# 澳門特別行政區政府2025年財政年度施政報告
澳門特別行政區政府2025年財政年度施政報告是澳門特別行政區第六屆政府行政長官岑浩輝於2025年發表的任內第一份施政報告。過往施政報多於12月公佈下一年的施政報告，但因為澳門特別行政區第六屆政府於2024年12月上任，才改為2025年4月公佈施政報告。

## 聽取意見和建議
| 日期          | 主要組織 / 成員 / 代表                     | 相關資料 | 備註 |
| ------------- | ------------------------------------------ | -------- | ---- |
| 2025年1月13日 | 多個本地社團代表                           | [ 3 ]    |      |
| 2025年2月21日 | 澳門街坊總會                               | [ 4 ]    |      |
| 2025年2月21日 | 澳門歸僑總會                               | [ 5 ]    |      |
| 2025年2月24日 | 澳門中小企業協進會                         | [ 6 ]    |      |
| 2025年2月24日 | 澳區全國政協委員                           | [ 7 ]    |      |
| 2025年2月25日 | 澳門福建同鄉總會及民眾建澳聯盟             | [ 8 ]    |      |
| 2025年2月25日 | 澳門工會聯合總會                           | [ 9 ]    |      |
| 2025年2月25日 | 澳門江門同鄉會及澳門經濟民生聯盟           | [ 10 ]   |      |
| 2025年2月25日 | 澳門婦女聯合總會                           | [ 11 ]   |      |
| 2025年2月26日 | 澳區省級政協委員聯誼會                     | [ 12 ]   |      |
| 2025年2月26日 | 中華全國青年聯合會澳區委員及澳門青年聯合會 | [ 13 ]   |      |
| 2025年2月26日 | 澳門公務人員聯合總會                       | [ 14 ]   |      |
| 2025年2月26日 | 澳門公職人員協會                           | [ 15 ]   |      |
| 2025年2月27日 | 澳門特別行政區全國人民代表大會代表         | [ 16 ]   |      |
| 2025年2月27日 | 澳門中華總商會                             | [ 17 ]   |      |
| 2025年3月3日  | 澳門本地經濟學者及專家學者                 | [ 18 ]   |      |
| 2025年3月14日 | 澳門中華教育會                             | [ 19 ]   |      |

## 日程
與第五屆政府的施政方針辯論安排不同的是會議時間作出修改，由原來的15:00至翌日00:00，由第六屆政府起會議時間改為09:30至20:00，中間休息為2小時。
| 日期及時間                         | 相關人員 | 事項                           |
| ---------------------------------- | -------- | ------------------------------ |
| 4月14日 15:00                      | 岑浩輝   | 發表《2025年財政年度施政報告》 |
| 4月15日 15:00-18:00                | 岑浩輝   | 回答議員對施政報告提問         |
| 4月17日 09:30-13:00／15:00 - 20:00 | 張永春   | 行政法務領域施政辯論           |
| 4月23日 09:30-13:00／15:00 - 20:00 | 戴建業   | 經濟財政領域施政辯論           |
| 4月25日 09:30-13:00／15:00 - 20:00 | 黃少澤   | 保安領域施政辯論               |
| 4月28日 09:30-13:00／15:00 - 20:00 | 柯嵐     | 社會文化領域施政辯論           |
| 4月30日 09:30-13:00／15:00 - 20:00 | 譚偉文   | 運輸工務領域施政辯論           |

## 官方資訊
| 發佈日期         | 施政文本/方針                                               | 備注 |
| ---------------- | ----------------------------------------------------------- | ---- |
| 2024年4月14日    | 2025財政年度施政報告文本                                    |      |
| 2024年4月14日    | 2025財政年度施政重點                                        |      |
| 2024年4月15日    | 2025年財政年度施政報告重點 （页面存档备份，存于）           |      |
| 2024年4月15日    | 2025年財政年度各領域施政重點                                |      |
| 2024年4月17日    | 張永春司長引介行政法務司領域的施政方針                      |      |
| 2024年4月17日    | 行政法務領域2025年財政年度施政方針                          |      |
| 2024年4月23日    | 戴建業司長引介經濟財政司領域的施政方針                      |      |
| 2024年4月23日    | 經濟財政領域2025年財政年度施政方針                          |      |
| 2024年4月25日    | 黃少澤司長引介保安司領域的施政方針 （页面存档备份，存于）   |      |
| 2024年4月25日    | 保安領域2025年財政年度施政方針                              |      |
| 2024年4月28日    | 柯嵐司長引介社會文化司領域的施政方針 （页面存档备份，存于） |      |
| 2024年4月28日    | 社會文化領域2025年財政年度施政方針                          |      |
| 2024年4月30日    | 譚偉文司長引介運輸工務司領域的施政方針                      |      |
| 2024年4月30日    | 運輸工務領域2025年財政年度施政方針                          |      |
| 廉政公署及審計署 | 廉政領域2025年財政年度施政方針                              |      |
| 廉政公署及審計署 | 審計領域2025年財政年度施政方針                              |      |

## 施政方向

### 總體方向
2025年施政的總體方向是：加力多元、改善民生、提升治理、融入國家。

## 施政重點[22][23]
（一）拼經濟、謀發展、搞建設，奮力推動經濟適度多元
- 完善經濟治理體系：包括細化“1+4”多元產業發展規劃、加大對多元產業的支持和資金投入力度、推進經濟適度多元發展統計體系建設
- 持續優化營商環境：優化統籌及協調機制、聚焦重點產業方向招商引資、提升行政服務效率和水平、支持中小企業持續經營及創新發展
- 豐富世界旅遊休閒中心內涵：促進博彩業依法健康有序發展、積極開拓國際客源、增加旅遊產品和服務供給、加強推廣澳門旅遊休閒目的地形象
- 加快培育和發展重點新興產業：推動中醫藥大健康產業發展、加快發展現代金融業、發展適合澳門的高新技術產業；促進會展業市場化、專業化、國際化、數字化、綠色化發展；加快文化體育產業發展步伐、大力支持傳統產業轉型升級
- 結合澳門實際發展新質生產力：建設高質量基礎教育體系、推動高等教育高質量發展、着力推動科技創新、優化人才制度機制、完善人才引進制度及機制
- 綜合施策提升社區經濟活力：活化利用舊城區，彰顯文化底蘊；盤活社區經濟、推出“中小企業銀行貸款利息補貼計劃”、推出“三層式”支持方案、全面提升城市文化軟實力和旅遊吸引力

（二）敢擔當、重實幹、善作為，着力提升特區治理效能
- 深入推進公共行政改革
- 持續推進法治現代化
- 堅定維護國家安全和澳門穩定，着力防範各種風險
- 落實“愛國者治澳”原則，確保2025年澳門立法會選舉順利舉行
- 完善廉政審計監督體系

（三）解民憂、紓民困、惠民生，全力為民創造美好生活
- 改善就業：優先保障本地居民就業、依法保障勞動者合法權益、發展產教融合的職業教育體系
- 加大社會保障力度：精準扶助弱勢群體、調升養老金和敬老金、開展獨居和兩老家庭長者的普查及登記工作；建立健全居家養老、社區養老、機構養老的體系；推進非強制性中央公積金的工作
- 不斷提升社會服務質量：完善生育支持政策、完善康復服務、積極推進無障礙環境建設
- 提高醫療衛生服務水平：完善醫療保障體系、推動健康澳門建設、拓展醫療衛生區域合作
- 優化房屋政策：推進社屋建設、合理安排經屋供應、持續優化政府長者公寓服務
- 打造健康活力澳門：辦好十五運、推動全民體育
- 建設獨具魅力的宜居宜遊城市：推進都市更新、強化城市規劃、合理利用土地、優化交通體系，完善交通治理、完善建設步行區網絡、加強環境保護，建設綠色澳門、打造美麗澳門，建設美好人居環境、推進各項政府公共設施建設、加快智慧城市建設、提升城市安全韌性，做好防災減災工作、加強海域管理利用
- 優化青年政策，為青年成長成才創造更好環境和條件

（四）促交流、擴開放、共繁榮，更好融入國家發展大局
- 積極主動參與高質量建設粵港澳大灣區
- 促進同葡語國家全方位互利合作，擴大國際“朋友圈”
- 積極參與和助力高質量共建“一帶一路”
- 持續拓展與中國大陸交流合作的廣度和深度
- 促進國際人文交流，提升澳門文化影響力

（五）揚優勢、增動能、謀長遠，開展重大工程項目建設
- 建設澳琴國際教育（大學）城
- 建設澳門國際綜合旅遊文化區
- 建設澳門珠江西岸國際航空運輸樞紐（港）
- 建設澳門科技研發產業園

## 預算
《2025年財政年度預算案》法案已經在2024年11月下旬獲澳門立法會討論及表決通過，法案建議2025年政府預算收入1,210.8億澳門元，預算開支1,133.8億元，一系列惠民及稅費減免措施，包括現金分享計劃、非強制性央積金盈餘特別分配、醫療補貼計劃、居住單位電費補貼計劃、敬老金、殘疾津貼等將延續，共涉306億元。
2025年4月公佈的第六屆政府首份施政報告提到，旅遊博彩業的疫後復甦勢頭亦漸見放慢，財政收入或未如預期樂觀，一些新增的較大開支未列入已公佈的財政預算案，財政預算案可能需要作出調整。

## 相關回應

### 中华人民共和国
- 中共中央港澳工作辦公室：第六屆政府首份施政報告深入貫徹國家領導人習近平去年十二月視察澳門系列重要講話精神，充分展現第六屆澳門特區政府改革創新、實幹擔當、銳意進取的施政理念。全力支持澳門特區政府和社會各界勇擔新時代“一國兩制”實踐重要使命，努力譜寫澳門高質量發展新篇章[26]。
- 澳門中聯辦：施政報告深入貫徹國家領導人習近平視察澳門系列重要講話精神，勇擔新時代“一國兩制”實踐重要使命，立足澳門實際、回應社會關切，不僅提出2025年施政總體方向和重點舉措，還就中長期改革發展任務進行前瞻性謀劃，充分展現實幹擔當、銳意進取的精神[27]。

### 澳門本地民眾
部分長者表示養老金、敬老金金額調升對長者生活作用有限，又關注到養老措施缺乏之問題；育兒津貼的推出吸引眾多居民歡迎，認為可以提高生育率。至於增設中國大陸實習計劃崗位、灣區及合作區就業補貼等，解決青年就業和失業問題，吸引青年融入國家發展大局。

## 外部連結
- 行政長官辦公室網站 （页面存档备份，存于）
- 施政報告專題網站 （页面存档备份，存于）
- 行政長官辦公室專屬Youtube頻道 （页面存档备份，存于）